# Dimanche de l'Orthodoxie

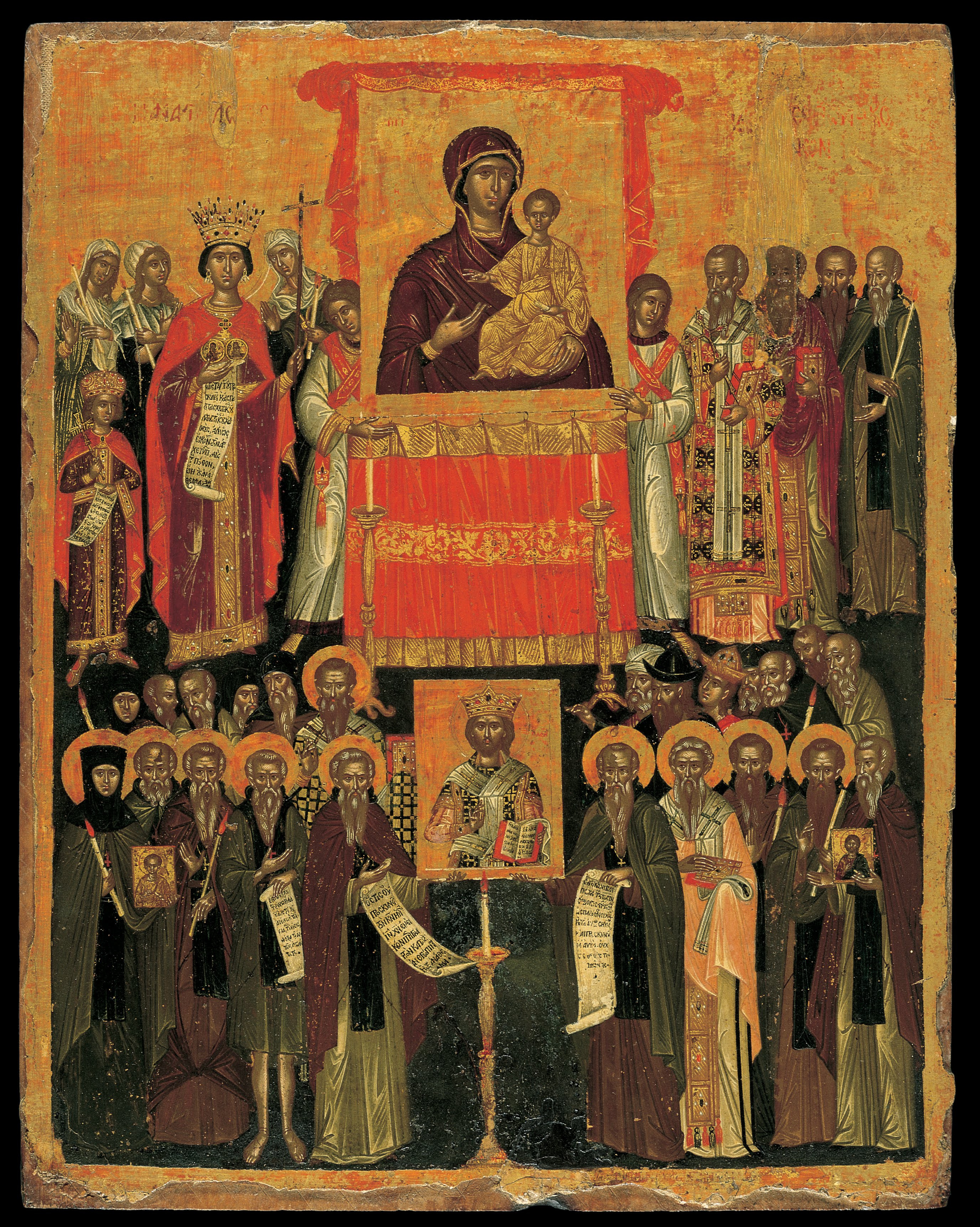
Icône de la Restauration des icônes (1550-1575), musée Benaki d'Athènes.

Le dimanche de l'Orthodoxie appelé aussi « dimanche du Triomphe de l'Orthodoxie » est une célébration des
Églises d'Orient — Églises orthodoxes et Églises catholiques de rite byzantin —, partie de la liturgie pascale, ayant lieu six semaines avant le dimanche de Pâques (P - 42). C'est le premier dimanche du Grand Carême. Il suit le dimanche du Pardon (P - 49) et précède le dimanche des Reliques (P - 35).
Ce dimanche célèbre la victoire en 843 de l'orthodoxie sur l'iconoclasme, c'est-à-dire le rétablissement de la vénération des icônes au sein de l'Église. Cette fête fut instituée la même année. L'iconoclasme –interdiction de la vénération des icônes du Christ, de la Vierge et des saints – est considéré comme une hérésie tant par l'Église orthodoxe que par l'Église catholique.

## Histoire
En 730, l'empereur Léon III interdit la vénération des icônes et ordonna leur destruction. Parmi les défenseurs des icônes, il faut mentionner l'important théologien Jean Damascène. L'impératrice Irène, belle-fille de Léon III, réunit le Deuxième concile de Nicée (ou « septième concile » – dernier concile reconnu par l'Église orthodoxe, d'où le nom d'Églises des sept conciles) à Nicée en 787. Les persécutions reprirent cependant, après la mort de l'impératrice, sous les règnes de Nicéphore Ier et de Michel Ier. L'empereur Léon V, puis l'empereur Théophile continuèrent à s'opposer aux icônes et à persécuter leurs défenseurs. L'empereur Théophile étant gravement atteint de dysenterie, son épouse Théodora eut en songe que la Mère de Dieu « tenant entre ses bras le Dieu d'avant les siècles, entourée d'anges resplendissants, blâmaient et châtiaient Théophile son époux ». À la suite de cette vision, Théophile se repentit de son action peu avant sa mort ; son épouse autorisa le culte des icônes et avec l'aide du patriarche Méthode, elle rétablit à leur rang les moines jusque-là persécutés.

## Signification et culte
La victoire sur l'iconoclasme est appelée, dans le rite orthodoxe : « Triomphe de l'Orthodoxie ». En effet, pour l'Église orthodoxe, le refus de vénérer les icônes, constitue la synthèse de toutes les hérésies : Refuser l'icône, c'est, pour la théologie orthodoxe, refuser l'incarnation de Dieu fait homme. Toutefois, si les images sont autorisées, encore faut-il qu'elles soient théologiquement exactes pour être reconnues comme icônes. Les querelles iconoclastes ont été, dans l'Orthodoxie, l'occasion du développement d'une véritable théologie de l'image. Elle s'appuie sur cette déclaration de saint Paul : « le Christ est l'icône du Dieu invisible, le Premier Né de la création » (Colossiens, 1,15). La sainteté consiste à restaurer l'image de Dieu en nous, telle qu'elle était au commencement, avant qu'elle ne soit altérée par la Chute.
Cette fête rappelle par ailleurs que le jeûne est aussi une ascèse du regard, de la manière dont nous regardons le monde. Selon l'Évangile : 
« La lampe du corps, c'est ton œil. Quand ton œil est transparent, ton corps entier est lumineux. Mais s'il est mauvais, ton corps aussi est ténébreux. Examine donc si la lumière qui est en toi n'est pas ténèbres ! Si donc ton corps entier, lumineux, n'a pas aucune part de ténébreux, il sera tout entier lumineux, comme lorsque la lampe de son éclair t'illumine. »
— Luc, 11, 34-38

## Tropaire du dimanche de l'Orthodoxie
Tropaire en ton 2
 Nous nous prosternons devant ton image toute pure ô Dieu Bon, implorant le pardon de nos fautes ô Christ notre Dieu,

Car tu as consenti dans ta chair à monter sur la Croix, afin se sauver de la servitude de l'Ennemi ceux que tu avais créés;

 C'est pourquoi nous te rendons grâces en te clamant: Tu as rempli de joie tout l'univers ô notre Sauveur, en venant sauver le monde.

## Les lectures de ce dimanche

### Épître de Paul aux Hébreux
« 
Par la foi, Moïse, devenu grand, refusa d’être appelé fils d’une fille d’un Pharaon, aimant mieux être maltraité avec le peuple de Dieu que de connaître la jouissance éphémère du péché, estimant comme une richesse supérieure aux trésors de l’Égypte l’opprobre du Christ. Il avait, en effet, les yeux fixés sur la récompense. Et que dirai-je encore ? Car le temps me manquerait si je racontais ce qui concerne Gédéon, Baraq, Samson, Jephté, David, ainsi que Samuel et les Prophètes, eux qui, grâce à la foi, soumirent des royaumes, exercèrent la justice, obtinrent l’accomplissement des promesses, fermèrent la gueule des lions, éteignirent la violence du feu, échappèrent au tranchant du glaive, furent rendus vigoureux, de malades qu’ils étaient, montrèrent de la vaillance à la guerre, refoulèrent les invasions étrangères. Des femmes ont recouvré leurs morts par la résurrection. Les uns se sont laissés torturer, refusant leur délivrance afin d’obtenir une meilleure résurrection. D’autres subirent l’épreuve des dérisions et des fouets, et même celle des chaînes et de la prison. Ils ont été lapidés, sciés, ils ont péri par le glaive, ils sont allés çà et là, sous des peaux de moutons et des toisons de chèvres, dénués, opprimés, maltraités, eux dont le monde était indigne, errant dans les déserts, les montagnes, les cavernes, les antres de la terre. Et tous ceux-là, bien qu’ils aient reçu un bon témoignage à cause de leur foi, ne bénéficièrent pas de la promesse : c’est que Dieu prévoyait pour nous un sort meilleur, et ils ne devaient pas parvenir sans nous à la perfection. Voilà donc pourquoi nous aussi, enveloppés que nous sommes d’une si grande nuée de témoins, nous devons rejeter tout fardeau et le péché qui nous assiège et courir avec constance l’épreuve qui nous est proposée, fixant nos yeux sur le chef de notre foi, qui la mène à la perfection, Jésus, qui au lieu de la joie qui lui était proposée, endura une croix, dont il méprisa l’infamie, et qui est assis désormais à la droite du trône de Dieu.
 »
— Épître de Paul aux Hébreux, 11,24-26 et 11,2 à 12,2.

### Évangile de Jean
« 
Le lendemain, Jésus résolut de partir pour la Galilée ; il rencontre Philippe et lui dit : "Suis-moi !" Philippe était de Bethsaïde, la ville d’André et de Pierre. Philippe rencontre Nathanaël et lui dit : "Celui dont Moïse a écrit dans la Loi, ainsi que les prophètes, nous l’avons trouvé : Jésus, le fils de Joseph, de Nazareth." Nathanaël lui dit : "De Nazareth, peut-il sortir quelque chose de bon ?" Philippe lui dit : "Viens et vois." Jésus vit Nathanaël venir vers lui et il dit de lui : "Voici vraiment un Israélite sans détours." Nathanaël lui dit : "D’où me connais-tu ?" Jésus lui répondit : "Avant que Philippe t’appelât, quand tu étais sous le figuier, je t’ai vu." Nathanaël reprit : "Rabbi, tu es le Fils de Dieu, tu es le roi d’Israël." Jésus lui répondit : "Parce que je t’ai dit : Je t’ai vu sous le figuier, tu crois ! Tu verras mieux encore." Et il lui dit : "En vérité, en vérité, je vous le dis, vous verrez le ciel ouvert et les anges de Dieu monter et descendre au-dessus du Fils de l’homme. »
— Évangile de Jean, 1,43-51.

### Synodicon
Le Synodicon de l'orthodoxie était un document destiné à être lu lors de ce dimanche. Il était destiné à rester un office triomphal annuel en souvenir de la restauration des icônes à Constantinople en 843. Mais sa portée fut étendue par le développement d'un cycle d'acclamation en l'honneur des empereurs et impératrices byzantins puis par l'insertion de définitions doctrinales.

## Les temps duGrand Carême
- Lundi pur, suivant le dimanche du Pardon, premier jour du Grand Carême ;
- Dimanche de l'Orthodoxie ou premier dimanche de carême ;
- Dimanche des Reliques ou dimanche de Grégoire Palamas ou deuxième dimanche de carême ;
- Dimanche de la Croix ou troisième dimanche de carême ;
- Dimanche de Jean Climaque ou quatrième dimanche de carême ;
- Samedi de l'Acathiste ;
- Dimanche de Marie l'Égyptienne ou cinquième dimanche de carême ;
- Vendredi veille de Lazare, dernier jour du Grand Carême ;
- Samedi de Lazare, fin du Grand Carême.